# Big Girl (You Are Beautiful)
"Big Girl (You Are Beautiful)" là đĩa đơn thứ tư từ album đầu tay Life in Cartoon Motion của ca sĩ người Anh Mika. Nó được phát hành ngày 23 tháng 7 năm 2007, đạt #9 trên các bảng xếp hạng ở Anh. Một mặt B của đĩa đơn này là "Standing in the Way of Control".

## Danh sách track

### UK CD single
1. "Big Girl (You Are Beautiful)" (Album Version) - 4:10
2. "Instant Martyr"
3. "Sweet Dreams (Are Made of This)" (Live from Hong Kong)
4. "Big Girl (You Are Beautiful)" (Tom Middleton Remix) - 5:52

### 7" Vinyl single
- A1. "Big Girl (You Are Beautiful)" (Album Version) - 4:10
- B1. "Standing in the Way of Control" (Live from Radio 1's One Big Weekend)

### 12" vinyl single
- A1. "Big Girl (You Are Beautiful)" (Tom Middleton Remix) - 5:52
- A2. "Big Girl (You Are Beautiful)" (Bonde Do Role Remix) - 3:48
- B1. "Big Girl (You Are Beautiful)" (Lo-Fi-Fnk Remix) - 6:12
- B2. "Big Girl (You Are Beautiful)" (Hick Nurdman Remix) - 5:44

## Video âm nhạc
Video được quay ngày 19 tháng 5 năm 2007.

## Sử dụng
- Mika cũng đã thu âm lại track này làm nhạc nền quảng cáo cho mùa thứ hai của series Mỹ Ugly Betty, nhưng lời ca trong phần điệp khúc có thay đổi một chút thành "Hey Betty, you are beautiful".[2]
- Ở Úc, Quảng cáo truyền hình Crazy John sử dụng một đoạn nhạc trong bài hát này.
- Ở Tây Ban Nha, đài truyền hình có tên Televisión de Galicia của Galician sử dụng đoạn nhạc của ca khúc cho chương trình O show dos Tonechos.

## Xếp hạng
| Bảng xếp hạng (2007/2008)     | Vị trí cao nhất |
| ----------------------------- | --------------- |
| Australian ARIA Singles Chart | 23              |
| Estonia Singles Chart         | 5               |
| European Hot 100 Singles      | 28              |
| Canadian Hot 100              | 86              |
| Belgian Singles Chart         | 5               |
| Dutch Top 40                  | 4               |
| Finland Singles Top 20        | 5               |
| Irish Singles Chart           | 9               |
| Italian Singles Chart         | 47              |
| German Singles Chart          | 19              |
| Norwegian Singles Top 20      | 18              |
| Austrian Singles Chart        | 8               |
| Swiss Singles Chart           | 29              |
| Latvia Singles Chart          | 9               |
| Lebanon Singles               | 5               |
| Swedish Top 60 Singles        | 26              |
| UK Singles Chart              | 9               |

## Chứng nhận
| Quốc gia | Chứng nhận | Doanh số |
| -------- | ---------- | -------- |
| Úc       | Vàng       | 35.000+  |